# Llei de ferro de l'oligarquia
La Llei de ferro de l'oligarquia és una teoria política desenvolupada inicialment pel sociòleg alemany Robert Michels en el seu llibre de 1911, Els Partits Polítics. Afirma que tota forma d'organització, independentment del grau de democràcia o autocràcia al seu inici, finalment i inevitable esdevenen oligarquies.

## Història
Robert Michels s'inquietà al descobrir que, paradoxalment, els partits socialistes europeus, malgrat la seva ideologia democràtica i les seves disposicions tendents a promoure la participació, semblaven estar dominats pels seus líders, tant com els partits tradicionalment conservadors.
En estudiar els partits polítics, determinà que el problema rau en la naturalesa pròpia de les organitzacions. La democràcia moderna permet la formació d'organitzacions com els partits polítics, però a mesura que creixen en complexitat, paradoxalment esdevenen cada vegada menys democràtiques. Michels formulà la "Llei de ferro de l'oligarquia": "Qui diu organització, diu oligarquia."
En el moment de formular la seva llei, Michels era anarcosindicalista. Més tard, però, esdevingué un ideòleg important del règim feixista italià de Mussolini.

## Els raonaments
Michels Afirmava que els líders, encara que en principi es guiessin por la voluntat de la massa i es diguessin revolucionaris, aviat s'emancipen d'aquesta i es tornen conservadors. Llavors, el líder sempre buscarà incrementar o mantenir el seu poder, a qualsevol preu, fins i tot oblidant els seus vells ideals. Per això, les organitzacions polítiques aviat deixen de ser un mitjà per assolir determinats objectius socioeconòmics, i s'acaben transformant en un fi en si mateix (desplaçament d'objectius).
Segons Michels, la Llei de ferro de l'oligarquia es basava en tres factors subjacents principals.
1. Tota gran organització, a mesura que creix s'enfronta amb diversos problemes de coordinació fruit de l'especialització en les tasques i de la necessitat de prendre decisions cada vegada més complexes i amb més rapidesa. Aquests problemes només es poden resoldre creant una burocràcia. Així, els individus que saben tractar les qüestions més complexes es tornen imprescindibles i de seguida esdevenen una elit.
2. Es genera una dicotomia entre eficiència i democràcia interna que s'acaba resolent en favor de l'eficiència. Per tant, l'organització es jerarquitza prioritzant un lideratge fort.
3. Finalment, la mateixa psicologia de les masses fa desitjable el lideratge, ja que cada dia s'han de prendre moltes decisions i això no es pot fer de manera eficient amb grans grups de persones posat que sovint són apàtiques, incapaces de resoldre els problemes per si mateixes i agraïdes amb el líder. La seva única funció seria, doncs, escollir de tant en tant als seus líders.

Aquest procés es multiplica a mesura que esdevé necessària la delegació, quan milers, desenes de milers, i a vegades centenars de milers de participants han d'organitzar-se de forma eficaç. Les dinàmiques abans descrites, fan que el funcionament efectiu d'una organització necessiti la concentració de molt poder en mans de pocs.
Tenim doncs que el lideratge anul·la la democràcia, entesa aquesta a la manera clàssica o rousseauniana, com a govern del poble. Al seu torn, el parlamentarisme també afavoreix l'oligarquització, ja que promou l'especialització de tasques. Fa que el líder esdevingui més imprescindible, gracies també a les capacitats tècniques adquirides del mateix exercici del poder. És una tendència que es realimenta, ja que al parlament, els líders es troben i conformen una casta (oligarquia) que es tanca sobre si mateixa, ja que s'ajuden entre ells alçant barreres per evitar la competència de nous líders sorgits de la massa amb els avantatges que els proporciona l'exercici del poder, la gestió privilegiada de la informació i la pròpia experiència adquirida.
L'única cosa que pot fer la massa és substituir un líder per un altre. En canvi, no pot de cap manera prendre decisions mitjançant la democràcia participativa degut a la manca de mitjans  tecnològics que possibilitin la reunió de grans nombres de persones per debatre la decisió. També està, com hem dit, la qüestió de la psicologia de masses, és sempre més còmode seguir el líder que pensar una solució per un mateix. L'especialització del treball implica un cert grau de professionalització cosa que n'aliena als delegats respecte de les bases. Tot això porta a un endropiment i apoltronament dels primers i a una frustració i impotència dels segons si les coses no van bé.
En resum. La burocràcia i l'especialització són els processos que impulsen el compliment de la Llei. Aquests creen un grup d'administradors especialitzats en una organització jeràrquica, el que porta, a la vegada, a la racionalització de l'autoritat i a la "rutinització" del procés de presa de decisions, un procés primer descrit per Max Weber.